# Oligodon ocellatus
Espèce
Synonymes
- Simotes ocellatus Morice, 1875
- Oligodon analepticos Campden-Main, 1970

Statut de conservation UICN

 LC  : Préoccupation mineure
Oligodon ocellatus est une espèce de serpent de la famille des Colubridae.

## Répartition
Cette espèce se rencontre :
- au Cambodge, dans la province de Kampong Cham ;
- dans le sud du Viêt Nam, dans les provinces de Đắk Lắk, Lâm Đồng, Đồng Nai, Tây Ninh, Quảng Nam, Bến Tre...

Elle est présente du niveau de la mer jusqu'à 300 m d'altitude.

## Publications originales
- Campden-Main, 1970 : The Identity of Oligodon cyclurus (Cantor, 1839) and Revalidation of Oligodon brevicauda (Steindachner, 1867) (Serpentes: Colubridae). Proceedings of the Biological Society of Washington, vol. 82, n. 58, p. 763-765 (texte intégral).
- Morice, 1875 : Coup d’œil sur la faune de la Cochinchine française. H. Georg, Lyon, p. 1-101.